# Notre Guerre
Pour plus de détails, voir Fiche technique et Distribution.
Notre Guerre est un film documentaire français, réalisé par Bernard-Henri Lévy et Marc Roussel, sorti en 2025.
Tourné entre février 2025 et mai 2025, ce documentaire consacré à la guerre en Ukraine est le quatrième volet du quatuor ukrainien de Bernard-Henri Lévy après Pourquoi l'Ukraine, Slava Ukraini et L'Ukraine au Cœur.
L'avant-première du film a lieu le 13 mai 2025 dans le cadre du « Jour de l'Ukraine » au Festival de Cannes. Le même jour, Cohen Media annonce avoir acheté les droits américains du film qui s'intitule Our War et est sorti nationalement au cinéma le 11 juin 2025.
Le 24 juin 2025, l'avant-première du film Notre Guerre a lieu au cinéma Le Balzac, à Paris.
Le film est diffusé le 29 juin à 21h05 sur France 5, et enregistre une audience de 375 000 téléspectateurs.

## Synopsis
Bernard-Henri Lévy et Marc Roussel filment la guerre en Ukraine entre février et avril 2025. De Pokrovsk à Soumy, ils suivent le combat des soldats sur le terrain. Entre rencontres avec le Président Zelensky et le Président Macron, le documentaire relate les événements de ces derniers mois sur le front ainsi que la visite houleuse de Zelensky avec Trump à Washington.

## Fiche technique
- Titre : Notre Guerre
- Réalisation : Bernard-Henri Lévy et Marc Roussel
- Scénario : Bernard-Henri Lévy
- Image : Marc Roussel et Nestor Bondarenko
- Montage : Sarah Roussel
- Musique originale : Slava Vakarchuk
- Production : A Prime Group et Dominique Ambiel
- Avec la participation de : France Télévisions
- Produit par : Emily Hamilton
- Avec : Gilles Hertzog et Serge Osipenko
- En partenariat avec : La Règle du Jeu et Infeatures Story Production
- Pays d'origine :   France
- Genre : Film documentaire
- Durée : 80 minutes

## Accueil critique
Le lendemain de l'avant-première du film au Festival de Cannes, Renaud Baronian, du journal Le Parisien, précise que le film "a fait forte impression".
Dans Le Monde, Boris Bastide commente l'ambiance de l'avant-première : "Pendant la projection, l’émotion est palpable dans la salle ".
Sébastien Le Fol, dans L'Express fait également une critique élogieuse du film : "Personne n'aura documenté la guerre en Ukraine comme Bernard-Henri Lévy. Le quatrième film qu'il lui consacre, Notre guerre […] frappe les esprits et crève souvent le cœur." Il écrit également "Notre Guerre, réalisé avec Marc Roussel  […] frappe les esprits et crève souvent le cœur. […] Le soutien sans faille que le philosophe apporte à la cause ukrainienne depuis la première heure lui vaut la confiance des combattants, y compris des plus inaccessibles".
Armand-Louis Casanova du magazine Technikart souligne "Il marche avec les combattants, filme les poètes tombés, les mères restées, les vivants en sursis. Devant les tranchées, les routes éventrées […] BHL refuse de détourner les yeux. Sans jamais se faire le principal sujet d'une guerre dont il n'est pas le héros".
Dans Le Point, Saïd Mahrane ajoute : "Quand, un jour – et ce jour viendra –, il faudra documenter la vérité de cette guerre, les historiens devront s'emparer de cette quadrilogie".
Dans Télé Obs, Sylvain Courage relate les impressions des spectateurs présents à la projection qui a eu lieu au Capitole : "Ce 11 juin à Capitol Hill (Washington DC), siège du pouvoir législatif américain, l’intellectuel français a organisé une projection de Notre Guerre, dernier opus de sa tétralogie consacrée à la résistance ukrainienne. […] Our War, coréalisé avec le photoreporter Marc Roussel, a fait forte impression. […] Hagiographie combattante, vibrant plaidoyer. […] Son carnet de bord est rempli d’images rare de héros ordinaires -civils et militaires".
Dans un article paru dans The Bulwark, Cathy Young estime que “Notre Guerre […] est le plus puissant des quatre films » de Lévy sur l’Ukraine".
Benjamin Puech dans Le Figaro signe une critique élogieuse du film documentaire : "Dans ce quatrième et dernier documentaire, l’écrivain réalisateur livre un panorama lyrique et douloureux sur trois ans et demi de conflit".
Dans Le JDD, Geoffroy Antoine commente : "Le philosophe a rapporté de son expérience sur le terrain ukrainien, au plus près du front, trois ans d’images effroyables, et appelle au sursaut".
Pour La Tribune du Dimanche, Rémi Jacob et Bruno Jeudy relèvent des "images poignantes et des confidences inédites, notamment de Volodymyr Zelensky".